# Gonçalves (Brazilië)
Gonçalves is een gemeente in de Braziliaanse deelstaat Minas Gerais. De gemeente telt 4.450 inwoners (schatting 2009).

## Aangrenzende gemeenten
De gemeente grenst aan Camanducaia, Paraisópolis, Sapucaí-Mirim en São Bento do Sapucaí (SP).